# Apterolarnaca
Apterolarnaca is een geslacht van rechtvleugeligen uit de familie Gryllacrididae. De wetenschappelijke naam van dit geslacht is voor het eerst geldig gepubliceerd in 2004 door Gorochov.

## Soorten
Het geslacht Apterolarnaca omvat de volgende soorten:
- Apterolarnaca apta Gorochov, 2004
- Apterolarnaca ulla Gorochov, 2004